# Півнівка
Півні́вка — село в Україні, у Міловській селищній громаді Старобільського району Луганської області. Населення становить 426 осіб.

## Історія
За даними на 1864 рік на казенному хуторі Старобільського повіту Харківської губернії мешкало 844 особи (436 чоловічої статі та 408 — жіночої), налічувалось 92 дворових господарства.
Станом на 1885 рік на колишньому державному хуторі Зориківська волості мешкало 989 осіб, налічувалось 137 дворових господарств.
За переписом 1897 року кількість мешканців зросла до 1276 осіб (612 чоловічої статі та 664 — жіночої), з яких всі — православної віри.
За даними на 1914 рік у слободі проживало 1987 мешканців.
Село постраждало внаслідок геноциду українського народу, вчиненого урядом СССР у 1932—1933 роках, кількість встановлених жертв — 163 людей.
Півнівка — перший населений пункт Української РСР, з якого вигнали нацистських окупантів під час Другої світової війни (18 грудня 1942 року).

## Населення
За даними перепису 2001 року населення села становило 824 особи, з них 91,78 % зазначили рідною мову українську, 7,04 % — російську, а 1,18 % — іншу.

## Також
- Перелік населених пунктів, що постраждали від Голодомору 1932-1933, Луганська область